# Donezki Proletari
Donezki Proletari (russisch Донецкий Пролетарий/ Der Donez-Proletarier) war der Name einer bolschewistischen Tageszeitung, die als Organ des Komitees der SDAPR in Lugansk (später auch: Woroschilowgrad) herausgegeben wurde.
Die Zeitung erschien zunächst täglich vom 1./14. Juni 1917 bis März 1918 in einer Auflage von 2500 bis 3000 Exemplaren. Gründer und Redakteur der Zeitung war Kliment Woroschilow. Als Mitarbeiter wirkten Abram Kamenski, B. Boblikow, L. Ryschik, J. Istomin, A. Pusyrjow, A. Jakowlew, J. Mussin. In der Zeitung wurden u. a. die Resolution der VII. Allrussischen Konferenz der SDAPR (April-Konferenz) „Über eine Revision des Parteiprogramms“ und die Materialien des VI. Parteitags der SDAPR veröffentlicht.
Regelmäßig wurden Artikel von Lenin, Briefe und Resolutionen der Arbeiter, Bauern und Soldaten abgedruckt. Ab 1977 erschien die Zeitung unter dem Namen Woroschilowgradskaja Prawda (Ворошиловградская Правда).